# Igualdad matemática
En matemáticas, un enunciado en el que dos expresiones (iguales o distintas) denotan el mismo objeto matemático se llama igualdad matemática. Dos objetos matemáticos son considerados iguales si los objetos poseen el mismo valor. Por ejemplo, la frase «la suma de dos y dos» y la expresión «cuatro» se refieren al mismo objeto matemático, un cierto número natural. La expresión «es igual a» o «es lo mismo que» se suele representar en matemáticas con el signo =. Así, el ejemplo anterior suele escribirse como:
{\displaystyle 2+2=4\,}
La igualdad es la conversión entre la variable y el valor.

## Origen de la notación

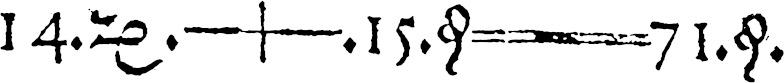
El primer uso del signo igualdad, la ecuación equivale a la notación moderna 14x+15=71, tomado de The Whetstone of Witte de Robert Recorde (1557).

El signo = (igual), utilizado para indicar el resultado de una operación aritmética, fue ideado por el matemático Robert Recorde en 1557.
Cansado de escribir "is equalle to", sic, usó un par de rectas paralelas, ——, en su trabajo Whetstone of Witte. Con la publicación de este libro, Recorde introdujo por primera vez el álgebra en Inglaterra.`

## Álgebra elemental y análisis
Dados tres objetos x, y, z, donde el uso de la palabra «objeto» comprende tanto a aquellos presentes en la experiencia sensible, como a los entes de razón. Para indicar que dos objetos x e y son iguales, se utiliza el símbolo = de esta manera:

{\displaystyle x=y}

Esto significa que, si dos objetos representados por diferentes letras son en realidad el mismo, se relacionan a través del signo igual.

### Axiomas de igualdad de objetos
La igualdad se define como una relación de equivalencia que cumple los siguientes axiomas:
- Reflexividad o principio de identidad: x = x,
- Simetría: si  x = y entonces y = x,
- Transitividad: si x = y e y = z, entonces x = z,

(Si dos símbolos son iguales, entonces uno puede ser sustituido por el otro).

### Propiedades de la igualdad
Dado un conjunto S, dotado de las operaciones de suma y multiplicación. Si a, b, c, d son cuatro elementos en S, entonces para la relación de igualdad (=) se cumplen las propiedades siguientes:
- Si a = b y c = d  entonces
  - a + c = b + d,
  - ac =bd:
- Propiedad cancelativa  de la suma: en la adición  con cualquier clase de números, sucede que si  a + c = b + c, entonces a = b.
- Propiedad de cancelación de la multiplicación: si ac =bc  y c no es el neutro de la suma en S, entonces a = b.[3]

### Tipos
Las igualdades pueden ser:
1. Condicionales o ecuaciones, en cuyo caso se cumplen para solo algunos valores de la variable, por ejemplo, si 3x=6, solo se cumple la igualdad si x=2.
2. Identidades: se cumplen para todos los valores permisibles de la variable, por ejemplo {\displaystyle (x-4)^{2}=x^{2}-8x+16\,} es una identidad algebraica que se cumple para todos los valores de x. Otro ejemplo es una función {\displaystyle y=f(x)}, donde el símbolo x representa a la variable independiente, y el símbolo y representa a la variable dependiente...

## Teoría de conjuntos
- Dos conjuntos son iguales si tienen los mismos elementos; este enunciado es conocido como axioma de la extensión.
- O bien A = B si A está contenido en B, además B está contenido en A.[4]

Una relación de equivalencia entre los elementos de un conjunto determina sobre el conjunto dado una partición o una colección de clases de equivalencia. El conjunto de las clases de equivalencia se llama conjunto cociente. Decimos que dos elementos del conjunto original son equivalentes si pertenecen a la misma clase de equivalencia. 
Por ejemplo, los números naturales se pueden dividir en dos clases, usando la relación de equivalencia 'dos números están relacionados si dan el mismo resto al dividirlos por dos'. Esta relación divide los números en dos clases, los pares y los impares. El conjunto cociente contiene dos elementos, que son, el conjunto de los números pares, y el conjunto de los impares. Según esta relación, 4 y 8 pertenecen a la misma clase y son 'equivalentes', pero 16 y 17 pertenecen a clases distintas. 
Reglas que tiene que cumplir una relación {\displaystyle \sim \,} para ser de equivalencia:
- Reflexiva: {\displaystyle x\sim x\,}
- Simétrica: Si {\displaystyle x\sim y\,} entonces {\displaystyle y\sim x\,}.
- Transitiva: Si {\displaystyle x\sim y\,} , {\displaystyle y\sim z\,} entonces {\displaystyle x\sim z\,}.

El axioma de extensionalidad establece las condiciones de igualdad entre conjuntos.

## Cálculo de predicados de primer orden con igualdad
La lógica de predicados contiene los axiomas estándar para la igualdad que formalizan la ley de Leibniz, propuestos por el filósofo Gottfried Leibniz en el siglo XVII. La idea de Leibniz era que dos cosas son idénticas si y solamente si tienen exactamente las mismas propiedades. Para formalizar esto, debemos poder decir:
dados cualesquiera {\displaystyle x\,} y {\displaystyle y\,}, {\displaystyle x=y\,} si y solamente si, dado cualquier predicado {\displaystyle P\,}, {\displaystyle P(x)\,} si y solo si {\displaystyle P(y)\,}.
Sin embargo, en la lógica de primer orden, no podemos cuantificar sobre predicados. Así, necesitamos utilizar un esquema de axioma: 
dados cualesquiera x y y, si x es igual a y, entonces P(x) si y solo si P(y).
Este esquema de axioma, válido para cualquier predicado P en una variable, responde solamente por una dirección de la ley de Leibniz; si x y y son iguales, entonces tienen las mismas propiedades. Podemos garantizar la otra dirección simplemente postulando: 
dado cualquier x, x es igual a x.
Entonces si x e y tienen las mismas propiedades, entonces en particular son iguales con respecto al predicado P dado por P(z) si y solo si x = z, puesto que P(x) vale, P(y) deben también valer, luego x = y dependiendo de la variable.
La relación contraria es una relación de diferencia, notada con un igual tachado: {\displaystyle \neq \,}